# Зіркогляд мармуровий
Зіркогляд мармуровий (Uranoscopus bicinctus) — риба родини зіркоглядових, поширена в Індо-Вест-Пацифіці від Індії на схід до Індокитаю, далі на північ до Японії і Китаю, також біля Філіппін, Індонезії та Австралії . Морська рифова риба, що сягає 20 см довжини.